# Cartigny-l’Épinay
Cartigny-l’Épinay település Franciaországban, Calvados megyében. Lakosainak száma 301 fő (2022. január 1.). Cartigny-l’Épinay La Folie, Lison, Saint-Marcouf, Sainte-Marguerite-d’Elle és Isigny-sur-Mer községekkel határos.

## Népesség
A település népességének változása:
| Lakosok száma | 382  | 263  | 273  | 296  | 316  | 306  | 298  | 292  | 295  | 301  |
|               | 1968 | 1982 | 1990 | 2006 | 2013 | 2015 | 2017 | 2019 | 2020 | 2022 |